# Săbed, Mureș

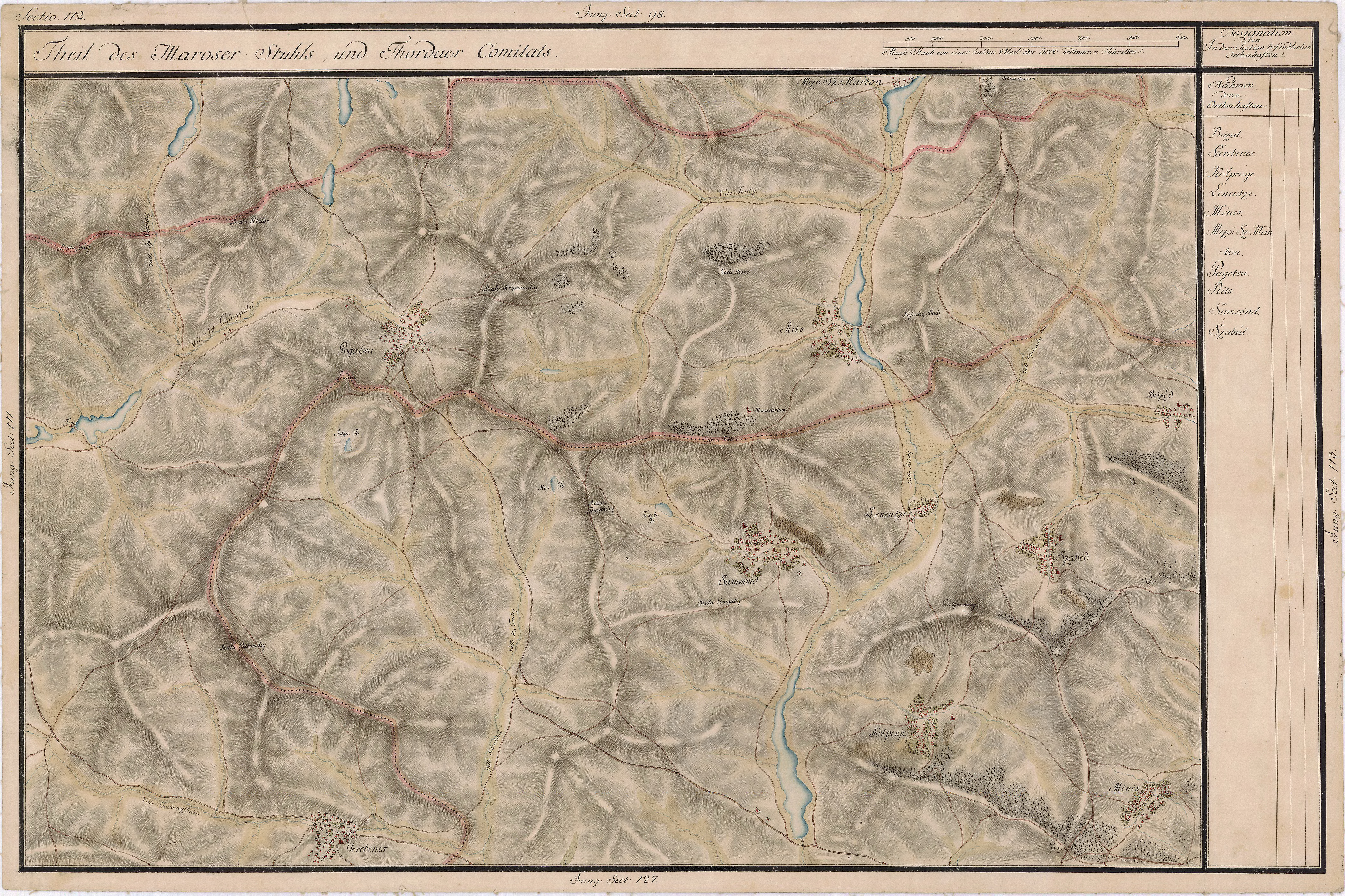
Săbed pe Harta Iosefină a Transilvaniei, 1769-73

Săbed este un sat în comuna Ceuașu de Câmpie din județul Mureș, Transilvania, România.